# Greg Nicotero
Gregory Nicotero (15 de Março de 1963, Pittsburgh, Pensilvânia) é um maquiador de efeitos especiais, ator de cinema e TV e diretor norte-americano mais conhecido por seus famosos trabalhos em filmes de terror e em The Walking Dead.

## Carreira
Membro fundador do KNB EFX Group, começou sua carreira em Pittsburgh, com o diretor George A. Romero e o pioneiro dos efeitos especiais, Tom Savini.
Ele mostrou sua grande habilidade em filmes como El día de los muertos e Atracción diabólica. Após se mudar para Hollywood trabalhou em Evil Dead, de Sam Raimi.
Foi o diretor de segunda unidade em vários filmes, incluindo The Land of the Dead, de George A. Romero; Mirrors, com Kiefer Sutherland, e na colaboração entre Frank Darabont e Stephen King, O Nevoeiro.
Recebeu o Oscar em 2006 por seu trabalho em As Crônicas de Narnia: O Leão, a Feiticeira e o Guarda-Roupa.
Atualmente, Greg Nicotero está trabalhando como co-produtor executivo, supervisor de maquiagens e efeitos especiais e diretor ocasional na série de TV AMC The Walking Dead e Fear The Walking Dead. Nicotero dirigiu 11 episódios de The Walking Dead e é o criador dos webseries The Walking Dead: Webisodes.

## Efeitos especiais
- 2011 - A Very Harold & Kumar 3D Christmas
- 2011 - Água para Elefantes
- 2011 - Paul - Contatos Imediatos com Essa Figura
- 2010 - 2013 - The Walking Dead
- 2010 - As Crônicas de Nárnia: A Viagem do Peregrino da Alvorada
- 2010 - O Livro de Eli
- 2010 - Piranha 3D
- 2010 - Predadores, como Greg Nicotero
- 2009 - A Ilha dos Mortos
- 2009 - A Pedra Mágica
- 2009 - A Última Casa
- 2009 - Alma Perdida
- 2009 - Arraste-me para o Inferno
- 2009 - Bastardos Inglórios
- 2009 - Garota Infernal
- 2009 - Inimigos Públicos
- 2009 - Premonição 4 3D
- 2009 - Substitutos
- 2008 - As Crônicas de Narnia: Príncipe Caspian
- 2008 - Espelhos do Medo
- 2008 - Sete Vidas
- 2007 - À Prova de Morte
- 2007 - Diário dos Mortos, como Greg Nicotero
- 2007 - Grindhouse
- 2007 - O Albergue: Parte II
- 2007 - O Grande Desafio, como Greg Nicotero
- 2007 - O Nevoeiro
- 2007 - Planeta Terror
- 2007- Primitivo
- 2007 - Transformers, como Greg Nicotero
- 2007 - Viagem Maldita 2 - O Retorno dos Malditos
- 2006 - O Massacre da Serra Elétrica: O Início
- 2006 - Viagem Maldita, como Greg Nicotero
- 2005 - A Ilha
- 2005 - Amaldiçoados, como Greg Nicotero
- 2005 - As Aventuras de SharkBoy e LavaGirl em 3D, como Greg Nicotero
- 2005 - As Crônicas de Narnia: O Leão, a Feiticeira e o Guarda-Roupa
- 2005 - Horror em Amityville
- 2005 - O Albergue
- 2005 - Serenity: A Luta pelo Amanhã, como Greg Nicotero
- 2005 - Sin City - A Cidade do Pecado, como Greg Nicotero
- 2005 - Terra dos Mortos, como Greg Nicotero
- 2004 - Kill Bill: Volume 2, como Greg Nicotero
- 2004 - Ray, como Greg Nicotero
- 2003 - Era uma Vez no México, como Greg Nicotero
- 2003 - Identidade
- 2003 - Kill Bill: Volume 1
- 2002 - A Máquina do Tempo, como Greg Nicotero
- 2002 - As Regras da Atração
- 2002 - Austin Powers em O Homem do Membro de Ouro, como Greg Nicotero
- 2002- Minority Report - A Nova Lei
- 2002 - Pequenos Espiões 2: A Ilha dos Sonhos Perdidos, como Greg Nicotero
- 2002 - Vampiros - Os Mortos
- 2001 - Animal, como Greg Nicotero
- 2001 - Cidade dos Sonhos, como Greg Nicotero
- 2001 - Fantasmas de Marte
- 2001 - Pequenos Espiões
- 2001 - Treze Fantasmas
- 2001- Vanilla Sky, como Greg Nicotero
- 2000 - A Cela
- 2000 - Corpo Fechado, como Greg Nicotero
- 1999 - A Casa Amaldiçoada, como Greg Nicotero
- 1999 - A Casa da Colina
- 1999 - À Espera de Um Milagre, como Greg Nicotero
- 1999 - Um Drink no Inferno 2: Texas Sangrento (Vídeo)
- 1999 - Um Drink no Inferno 3: A Filha do Carrasco  (Vídeo)
- 1998 - Prova Final
- 1998 - Uma Loucura de Casamento, como Greg Nicotero
- 1998 - Vampiros de John Carpenter
- 1997 - Boogie Nights - Prazer Sem Limites, como Greg Nicotero
- 1997 - Pânico 2, como Greg Nicotero
- 1997 - Spawn
- 1996 - Pânico, como Greg Nicotero
- 1996 - Um Drink no Inferno, como Greg Nicotero
- 1995 - À Beira da Loucura
- 1995 - Um Vampiro no Brooklyn
- 1994 - A Hora do Pesadelo 7 - O Novo Pesadelo: Retorno de Freddy Krueger
- 1994 - Darkman 2 - O Retorno de Durant
- 1994 - Pulp Fiction - Tempo de Violência
- 1993 - Maniac Cop 3 - O Distintivo do Silêncio
- 1992 - Uma Noite Alucinante 3
- 1990 - Creepshow - Show de Horrores 3
- 1990 - Leatherface - O Massacre da Serra Elétrica 3
- 1990 - Louca Obsessão, como Greg Nicotero
- 1990 - Tem um Morto ao Meu Lado
- 1989 - A Hora do Pesadelo 5 - O Maior Horror de Freddy
- 1989 - Violência e Terror
- 1988 - Comando Assassino
- 1987 - Uma Noite Alucinante 2
- 1985 - Dia dos Mortos

## Ator
- 2010 - Piranha 3D
- 2009 - Bastardos Inglórios (Inglourious Basterds)
- 2008 - One for the Fire: The Legacy of 'Night of the Living Dead'
- 2007 - Diário dos Mortos (Diary of the Dead)
- 2006 - Portão do Cemitério (Cemetery Gates)
- 2006 - Viagem Maldita (The Hills Have Eyes)
- 2005 - Amaldiçoados (Cursed)
- 2005 - Terra dos Mortos (Land of the Dead)
- 1999 - A Casa da Colina (House on Haunted Hill)
- 1996 - Um Drink no Inferno (From Dusk Till Dawn)
- 1989 - Halloween 5 - A Vingança de Mike Myers (Halloween 5)
- 1989 - Violência e Terror (Intruder)
- 1986 - A Noite dos Arrepios (Night of the Creeps)
- 1985 - Dia dos Mortos (Day of the Dead)

## Diretor
- 2007 - Hora do Arrepio - Nem Pense Nisso (The Haunting Hour: Don't Think About It) (Vídeo)
- 2007 - O Nevoeiro (The Mist)
- 2005 - Terra dos Mortos (Land of the Dead)
- 1999 - Um Drink no Inferno 3: A Filha do Carrasco (From Dusk till Dawn 3: The Hangman's Daughter) (Vídeo) como Greg Nicotero
- 2014- Atualmente - The Walking Dead (Judge, Jury, Executioner, Say the Word, I Ain't a Judas, This Sorrowful Life, 30 Days Without an Accident, After, Us, No Sanctuary, What Happened and What's Going On, Remember, Conquer, First Time Again, No Way Out, Not Tomorrow Yet, Last Day on Earth, The Day Will Come When You Won't Be, The Well, Rock in the Road, Say Yes, The First Day of the Rest of Your Life, Mercy, Monsters, Honor, The Key, Wrath, A New Beginning, What Comes After, Adaptation, The Storm, Lines We Cross, We Are the End of the World, Walk With Us, A Certaim Doom)